# Gastromyzon ctenocephalus
Cá tỳ bà bướm ngân hà (Danh pháp khoa học: Gastromyzon ctenocephalus) là một loài cá trong họ cá tỳ bà (Gastromyzontidae), thuộc chi tỳ bà bướm (Gastromyzon) chúng là loài đặc hữu ở phía tây Borneo, Phía đông Malaysia và Sungai Sambas ở phía Tây gần biên giới giữa Sarawak và Kalimantan, Indonesia. 

## Đặc điểm
Cá tỳ bà bướm ngân hà là một trong những loại cá tỳ bà bướm có hoa văn đẹp, với những đốm tròn đều trên thân, như những ngôi sao sáng lấp lánh trên bầu trời về đêm. sống ở suối nước cạn, với lượng oxi hòa tan cao, chúng thường bám trên các hòn đá và ăn tảo, các màng sinh học trên đá và các vi sinh vật khác. Cá tỳ bà bướm hiền lành có thể nuôi chung với hầu hết các loại cá thủy sinh. cá mái mập hơn cá trống. Cá trống có các đốm hình nón trên các tia vây ngực trước, trên đầu và cơ ngực vây.